# 種市站
種市站（日语：／ Taneichi eki */?）是位於岩手縣九戶郡洋野町種市第23地割70番地，東日本旅客鐵道（JR東日本）的八戶線車站。

## 歷史
- 1924年（大正13年）11月10日：本八戶站至此站之間開通，此站啟用[1]。
- 1987年（昭和62年）4月1日：伴隨國鐵分割民營化，車站由東日本旅客鐵道（JR東日本）營運[2][1]。
- 2004年（平成16年）10月16日：列車交會設備撤走。自此只有1面1線的單式月台。同時廢除運輸人員，早上和晚間沒有車站職員當值。
- 2005年（平成17年）12月10日：廢除種市站長，由久慈站長管理此站（設置在勤站員）。
- 2006年（平成18年）3月：成為業務委託車站。
- 2011年（平成23年）
  - 3月11日：發生東北地方太平洋近海地震（東日本大震災）與其引發的海嘯，使八戶線全線暫停營業。
  - 8月8日：階上站至此站之間重開。
- 2012年（平成24年）3月17日：此站至久慈站之間重開。

## 車站構造
此站是地面車站，設有1面1線的單式月台。車站大樓是一座鋼筋混凝土建築物。曾經此站設有2面2線的相對式月台。此站曾經設有電氣路籤進行列車交會。
此站是由久慈站管理的業務委託車站。

## 使用狀況
根據「JR東日本」，2019年度（令和元年度）1日平均乘車人次為112人。
| 乘車人次變化       | 乘車人次變化     | 乘車人次變化    |
| 年度               | 1日平均 乘車人次 | 參考資料        |
| ------------------ | ---------------- | --------------- |
| 2000年（平成12年） | 292              | [ 利用客数 2 ]  |
| 2001年（平成13年） | 249              | [ 利用客数 3 ]  |
| 2002年（平成14年） | 230              | [ 利用客数 4 ]  |
| 2003年（平成15年） | 208              | [ 利用客数 5 ]  |
| 2004年（平成16年） | 198              | [ 利用客数 6 ]  |
| 2005年（平成17年） | 202              | [ 利用客数 7 ]  |
| 2006年（平成18年） | 205              | [ 利用客数 8 ]  |
| 2007年（平成19年） | 192              | [ 利用客数 9 ]  |
| 2008年（平成20年） | 179              | [ 利用客数 10 ] |
| 2009年（平成21年） | 166              | [ 利用客数 11 ] |
| 2010年（平成22年） | 155              | [ 利用客数 12 ] |
| 2011年（平成23年） | 沒有發布         |                 |
| 2012年（平成24年） | 158              | [ 利用客数 13 ] |
| 2013年（平成25年） | 173              | [ 利用客数 14 ] |
| 2014年（平成26年） | 173              | [ 利用客数 15 ] |
| 2015年（平成27年） | 172              | [ 利用客数 16 ] |
| 2016年（平成28年） | 159              | [ 利用客数 17 ] |
| 2017年（平成29年） | 137              | [ 利用客数 18 ] |
| 2018年（平成30年） | 129              | [ 利用客数 19 ] |
| 2019年（令和元年） | 112              | [ 利用客数 1 ]  |

## 車站周邊
車站是洋野町種市地區（舊・種市町）的中心車站。於縣道（岩手縣道247號角之濱玉川線）上設有公共設施和金融機構。
- 國道45號
- 洋野町公所種市廳舍（舊·種市町公所）
- 洋野町立種市歷史民俗資料館
- 洋野町立文化會館（塞西莉亞會堂）
- 久慈警署（日语：久慈警察署）種市派出所
- 種市郵局
- 岩手銀行種市分店
- 東北銀行種市分店
- 岩手日報（日语：岩手日報）社洋野分局
- Teletrack種市（岩手縣競馬組合（日语：岩手県競馬組合）場外投注處）
- 種市Fisherina
- 種市海濱公園
- 種市Marine Side Spa

## 巴士路線
- 洋野町營巴士（日语：洋野町営バス）
  - 種市大野線（大谷、納梅拉、陸中大野站（日语：陸中大野駅）、大野校園（日语：道の駅おおの (岩手県)）方向）
  - 大澤線（產直廣場、上城內/城內、大澤農業公園方向）

## 相鄰車站
東日本旅客鐵道（JR東日本）
■八戶線
平內－種市－玉川

## 注腳

### 使用狀況
1. 1 2  . 東日本旅客鐵道.   [2020-07-16]. （原始内容存档于2020-07-10） （日语）.
2. ↑  . 東日本旅客鐵道.   [2018-03-06]. （原始内容存档于2018-02-13） （日语）.
3. ↑  . 東日本旅客鐵道.   [2018-03-06]. （原始内容存档于2019-04-02） （日语）.
4. ↑  . 東日本旅客鐵道.   [2018-03-06]. （原始内容存档于2019-04-02） （日语）.
5. ↑  . 東日本旅客鐵道.   [2018-03-06]. （原始内容存档于2019-04-02） （日语）.
6. ↑  . 東日本旅客鐵道.   [2018-03-06]. （原始内容存档于2019-04-02） （日语）.
7. ↑  . 東日本旅客鐵道.   [2018-03-06]. （原始内容存档于2017-08-08） （日语）.
8. ↑  . 東日本旅客鐵道.   [2018-03-06]. （原始内容存档于2019-03-27） （日语）.
9. ↑  . 東日本旅客鐵道.   [2018-03-06]. （原始内容存档于2017-08-08） （日语）.
10. ↑  . 東日本旅客鐵道.   [2018-03-06]. （原始内容存档于2019-04-02） （日语）.
11. ↑  . 東日本旅客鐵道.   [2018-03-06]. （原始内容存档于2019-04-02） （日语）.
12. ↑  . 東日本旅客鐵道.   [2018-03-06]. （原始内容存档于2016-03-27） （日语）.
13. ↑  . 東日本旅客鐵道.   [2018-03-06]. （原始内容存档于2019-04-02） （日语）.
14. ↑  . 東日本旅客鐵道.   [2018-03-06]. （原始内容存档于2016-03-04） （日语）.
15. ↑  . 東日本旅客鐵道.   [2018-03-06]. （原始内容存档于2019-03-06） （日语）.
16. ↑  . 東日本旅客鐵道.   [2018-03-06]. （原始内容存档于2019-03-23） （日语）.
17. ↑  . 東日本旅客鐵道.   [2018-07-06]. （原始内容存档于2019-02-14） （日语）.
18. ↑  . 東日本旅客鐵道.   [2019-07-06]. （原始内容存档于2019-03-25） （日语）.
19. ↑  . 東日本旅客鐵道.   [2019-07-06]. （原始内容存档于2019-07-05） （日语）.

## 外部連結
- 車站資訊（種市）：東日本旅客鐵道（日語）